# Robert Touzin
Robert Touzin est un architecte français né le 3 mai 1883 à Bordeaux, ville où il est mort le 15 avril 1959.
Ancien élève de Victor-Alexandre-Frédéric Laloux à l'École nationale des beaux-arts, d'où il était sorti diplômé en 1910, il était le fils d'Albert Touzin (1852-1917).
Il a conçu en 1913 la première opération de la Cité de La Bombe à Bordeaux et participé au projet de la nouvelle Faculté des Sciences sur le domaine universitaire de Talence, dont il fut nommé architecte honoraire en 1952,.
Il a également dessiné des maisons pour des particuliers, telles que la Villa Saintonge dans le quartier de Pontaillac à Royan.